# 新西兰殖民地
新西兰殖民地是大不列颠及爱尔兰联合王国的一塊殖民地，主要位於現今的新西蘭。它成立於1841年，最終於1907年廢除。在新西蘭殖民地成立之前，當地是新南威尔士殖民地的一部分。新西兰殖民地成立後，英國政府委託新西兰总督負責管理新西蘭殖民地。殖民地成立初期，新西蘭殖民地是英國的直轄殖民地，新西兰总督權力非常大。
1852年新西兰宪法法案通过后，新西蘭殖民地获得自治权，成為英國一個自治殖民地。 1853年，新西蘭殖民地舉行选举，第一届议会由此產生。1856年，责任政府成立。此時新西蘭总督已無法獨裁，只有經過新西蘭政府部長同意， 新西蘭总督才能施政。1907年，新西蘭殖民地變成紐西蘭自治領。
歷史上曾有3個城市先後成為新西蘭殖民地的首都。1841年新西蘭殖民地成立時，首都位於奥基亚托。1841年至1865年期間，首都位於奧克蘭。1865年，首都搬遷至惠灵顿。